# 44 Union Square
44 Union Square, también conocida como 100 East 17th Street y Tammany Hall Building, es un edificio de tres pisos en 44 Union Square East en Union Square, Manhattan, en Nueva York. Está en la esquina sureste de Union Square East / Park Avenue South y East 17th Street. El neogeorgiano estructura fue erigida en 2013 y diseñado por los arquitectos Thompson, Holmes y Converse y Charles B. Meyers para la organización política de la Sociedad Tammany, también conocida como Tammany Hall. Es el edificio de la sede más antiguo de la organización.
La Sociedad Tammany se había trasladado a 44 Union Square desde una sede anterior en la cercana Calle 14. En el momento de la comisión del edificio, la sociedad estaba en su máxima popularidad política con miembros como el senador estadounidense Robert F. Wagner, el gobernador Al Smith y el alcalde Jimmy Walker. Sin embargo, después de que Tammany Hall perdiera su influencia en la década de 1930, el edificio fue vendido a un afiliado del Sindicato Internacional de Trabajadores de la Confección de Mujeres en 1943. En la década de 1980, fue utilizado por el Union Square Theatre, mientras que la Academia de Cine de Nueva York tomó espacio en 1994. La Comisión de Preservación de Monumentos Históricos de la Ciudad de Nueva York designó el edificio como un lugar emblemático de la ciudad en 2013, y se convirtió en una oficina y una estructura comercial durante una renovación que tuvo lugar entre 2016 y 2020.

## Historia

### Contexto
En la primera década del siglo XX, Union Square en Manhattan se había convertido en un importante centro de transporte con varias líneas ferroviarias elevadas y de superficie corriendo cerca, y la estación Calle 14–Union Square del metro de Nueva York abrió cuatro años antes. La zona también se había convertido en un importante distrito de venta al por mayor con varios edificios tipo loft, así como numerosos edificios de oficinas. Las estructuras de oficinas incluyeron el Edificio Everett, erigido en la esquina noroeste de Park Avenue South y 17th Street en 1908; el W New York Union Square, erigido en la esquina noreste de la misma intersección en 1910-1911; y el Consolidated Gas Building (más tarde Consolidated Edison Building ), construido tres cuadras al sur en 14th Street entre 1910 y 1914. : 5, 8  En la década de 1920, los edificios restantes en Union Square estaban ocupados por teatros, mientras que la mayoría de los edificios en la parte este de la plaza eran propiedad de los grandes almacenes S. Klein y Ohrbach's.
La sede anterior de Tammany Hall, una destacada organización política del Partido Demócrata en la ciudad de Nueva York, se había ubicado en la calle 14 junto al Consolidated Gas Building. : 9  La organización, que lleva el nombre de Tamanend, el jefe de los Lenape que originalmente ocupó la ciudad de Nueva York, utilizó ampliamente los títulos y la terminología de los nativos americanos, por ejemplo, refiriéndose a su sede como un wigwam. Después de que se anunciara la expansión del edificio Consolidated Gas en 1926, : 9  el antiguo "wigwam" de Tammany Hall se vendió a J. Clarence Davis y Joseph P. Day, del sindicato inmobiliario D&D Company, el 6 de diciembre de 1927. D&D Company vendió el viejo wigwam nuevamente a Consolidated Gas en enero de 1928. Hubo acusaciones de que los líderes de Tammany se beneficiaron de la venta de la sede, que el líder de Tammany, George Washington Olvany, negó. Day, miembro de Tammany Hall desde hace mucho tiempo, finalmente acordó dar los 70 000 dólares de ganancia de la venta ( NaN ) a Tammany.

### Construcción
Una semana después de la venta del viejo "wigwam", Tammany compró un sitio cercano, en 44 Union Square East, cerca de la esquina suroeste con Park Avenue South y East 17th Street. Olvany anunció la venta el 14 de diciembre de 1927. Como se propuso originalmente, el Tammany Hall Building era un edificio de estilo colonial estadounidense 45,7 m en la calle 17 por 32 m en Union Square East, con escaparates en la planta baja y un auditorio de 1200 asientos. En el momento del anuncio, los miembros de la sociedad incluían a los senadores estatales Robert F. Wagner y Al Smith : el primero se convertiría en senador estadounidense por Nueva York, mientras que el segundo se convertiría en gobernador del estado y candidato presidencial en 1932. Según la Comisión de Preservación de Monumentos Históricos de la Ciudad de Nueva York, la antigua sede se asoció con el pasado corrupto de la sociedad bajo William M. "Boss" Tweed, mientras que la construcción de la nueva sede representaba su futuro y una oportunidad para Smith.
En enero de 1928, un mes después de la compra del sitio, Charles B. Meyers fue seleccionado junto con Thompson, Holmes & Converse como arquitectos del edificio. Los planos se enviaron al Departamento de Edificios de la ciudad de Nueva York en abril. Tammany Hall permaneció en su antigua sede hasta el 4 de julio de 1928, por lo que pudo celebrar el Día de la Independencia de Estados Unidos en ese lugar. Inmediatamente después, se trasladó a un espacio temporal en 2 Park Avenue. La construcción avanzó rápidamente, sin ninguna ceremonia de colocación de la piedra angular que marcara el inicio del trabajo, y para diciembre gran parte de la estructura estaba sustancialmente terminada. El Comité Demócrata del Condado de Nueva York, un club de funcionarios demócratas que representan al condado de Nueva York (Manhattan), comenzó a utilizar la nueva estructura el 2 de enero de 1929, y la piedra angular ceremonial se colocó la semana siguiente, marcando la finalización de la fachada..

### Usos de Tammany y sindicatos

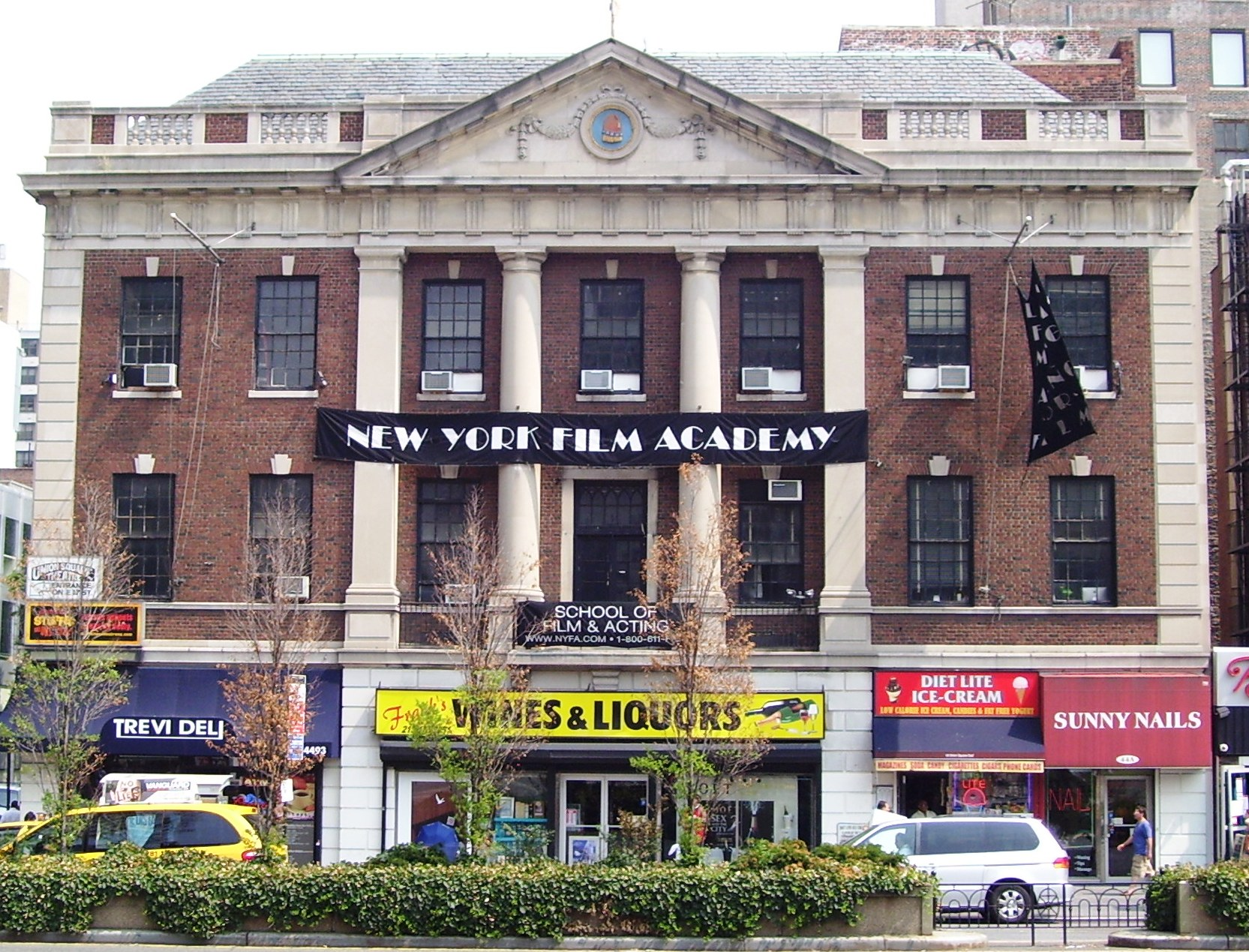
Visto en 2010

El "wigwam" en 44 Union Square se terminó a principios de julio de 1929. Se llevó a cabo una celebración de dedicación el 4 de julio de 1929. El gobernador Franklin D. Roosevelt y el exgobernador Smith hablaron en la inauguración. La estructura había costado 350 000 dólares para erigir (unos 6,5 millones de la actualidad). Poco después, a principios de la década de 1930, Tammany Hall comenzó a perder su influencia política. Aunque Roosevelt también era demócrata, no consideraba muy bien a la organización, lo que abrió varias investigaciones de corrupción en la organización. La elección de Roosevelt a la presidencia de Estados Unidos en 1933, así como la elección del candidato republicano a la alcaldía Fiorello H. La Guardia ese mismo año, contribuyeron a la caída de la Sociedad Tammany.
A principios de la década de 1940, la Sociedad Tammany ya no podía permitirse mantener su "wigwam". El Local 91, un afiliado local del Sindicato Internacional de Trabajadoras de la Confección de Mujeres (ILGWU), buscaba simultáneamente una nueva sede y ofreció comprar la estructura en abril de 1943. La venta se finalizó ese mes de septiembre. Los líderes de Tammany se trasladaron al National Democratic Club en Madison Avenue en East 33rd Street, y la colección de recuerdos de la Sociedad fue a parar a un almacén en el Bronx. Mientras tanto, el Comité Demócrata del Condado de Nueva York se trasladó a otros barrios en Midtown Manhattan. El ILGWU amplió el escenario y amuebló las oficinas, volviendo a dedicar oficialmente el edificio el 18 de diciembre de 1943, en un evento con varios líderes, incluidos los alcaldes La Guardia y Jimmy Walker. Una vez finalizada la renovación, ILGWU abrió espacios para reuniones, oficinas, estudios de arte y aulas en el antiguo edificio de Tammany.
44 El auditorio de Union Square fue renombrado por el difunto presidente Roosevelt en 1947. El Auditorio Roosevelt se utilizó a menudo para eventos de otros sindicatos. Por ejemplo, en la década de 1950, el auditorio se utilizó para reuniones de bomberos; jardineros, trabajadores municipales y trabajadores de alcantarillado; y trabajadores de saneamiento. La Federación Unida de Maestros celebró reuniones en el Auditorio Roosevelt en 1960 para resolver una huelga de maestros en toda la ciudad, y nuevamente en octubre de 1968 para aprobar la huelga de maestros de Ocean Hill / Brownsville. Además, varios sindicatos del sector privado se reunían a menudo en el Auditorio Roosevelt, como los de repartidores de periódicos; conductores de taxis en flotas; trabajadores de hospitales; y sindicatos de Teamsters. En 1969, el auditorio también fue el lugar de un desacuerdo de alto perfil entre dos líderes del Consejo Central del Trabajo, que respaldaron a candidatos opuestos en la elección de alcalde de la ciudad de Nueva York de 1969. En la década de 1980, la membresía de ILGWU había disminuido debido al éxodo de fabricantes de prendas de vestir en la ciudad de Nueva York.

### Usos de las artes escénicas
En un evento de estreno de la obra Old Times de Harold Pinter, el vicepresidente ejecutivo de ILGWU, Wilbur Daniels, tuvo un encuentro casual con Gene Feist, cofundador de Roundabout Theatre Company. Después de que Feist mencionó que las instalaciones del teatro de alquiler en la calle 23 estaba a punto de expirar, el Local 91 arrendó 44 Union Square a Roundabout en junio de 1984. Como parte de la renovación de 850 000 dólares (unos 2,1 millones de la actualidad), el teatro se dividió por la mitad de oeste a este, reduciendo su capacidad a 499 butacas. Se amplió el escenario, mientras que el balcón y la orquesta también se rehabilitaron. Aunque el teatro renovado originalmente estaba programado para abrir a fines de 1984, la conversión del espacio se retrasó varios meses. La primera actuación tuvo lugar dentro del espacio el 1 de febrero de 1985. Después de que se agotó el contrato de arrendamiento de Roundabout en 1990, se mudó al Criterion Theatre en Times Square.
44 Union Square fue luego arrendada en junio de 1994 por Alan Schuster y Mitchell Maxwell, quienes también operaban el Minetta Lane Theatre en Greenwich Village. En preparación para convertir el espacio para uso del Union Square Theatre, Schuster y Maxwell renovaron el interior, pintaron la cúpula con un tono celeste y reemplazaron la tapicería de los asientos con materiales burdeos. El edificio comenzó a albergar la Academia de Cine de Nueva York en julio de 1994, y el Union Square Theatre celebró su primera actuación en el espacio ese noviembre. Los Liberty Theatres, una subsidiaria de Reading Company, operaban el Union Square Theatre. En 2001 Liberty Theatres compró la estructura de ILGWU. Los derechos aéreos sobre el edificio se vendieron a otra subsidiaria de Reading Company en 2005, lo que le dio a la compañía el derecho de erigir teóricamente otra estructura sobre 44 Union Square.

### Estado de referencia y reurbanización
Aunque los conservacionistas habían estado abogando por que la Comisión de Preservación de Monumentos Históricos de la Ciudad de Nueva York (LPC) designara 44 Union Square como un lugar emblemático oficial de la ciudad desde la década de 1980, el ILGWU había sido indiferente hacia el estatus de hito histórico. Cuando Liberty Theatres compró el edificio, los conservacionistas esperaban que la compañía fuera más receptiva hacia el estatus de hito. Sin embargo, el esfuerzo se estancó durante varios años. El LPC lo designó como un hito de la ciudad en octubre de 2013, luego de reuniones públicas celebradas para evaluar la opinión sobre la designación, en las que 17 personas expresaron su apoyo y nadie expresó oposición.
A principios de la década de 2010, Liberty Theatres anunció sus planes para renovar el Tammany Hall Building. Como parte de la renovación, se iba a agregar una cúpula de vidrio al edificio, aunque estos planes fueron rechazados por la LPC en 2014. Al año siguiente, la comisión aprobó una versión reducida de la cúpula de vidrio. La Academia de Cine de Nueva York se mudó a fines de 2015, y todos los inquilinos existentes fueron desalojados al año siguiente. El proyecto de renovación de 50 millones de dólares, diseñado por BKSK Architects, comenzó en julio de 2016. El auditorio fue demolido para dar paso a espacios comerciales y de oficinas. Se suponía que la renovación de la estructura, rebautizada 44 Union Square, se completaría en 2018. Para febrero de 2019, la cúpula de vidrio estaba en construcción y la renovación estaba programada para completarse ese año. La cúpula se completó estructuralmente en julio de 2019, y el trabajo se completó sustancialmente en julio de 2020. El posible inquilino Slack Technologies, que estaba programado para ocupar todo el espacio en 2019, finalmente se retiró del proyecto a principios de 2020.

## Diseño

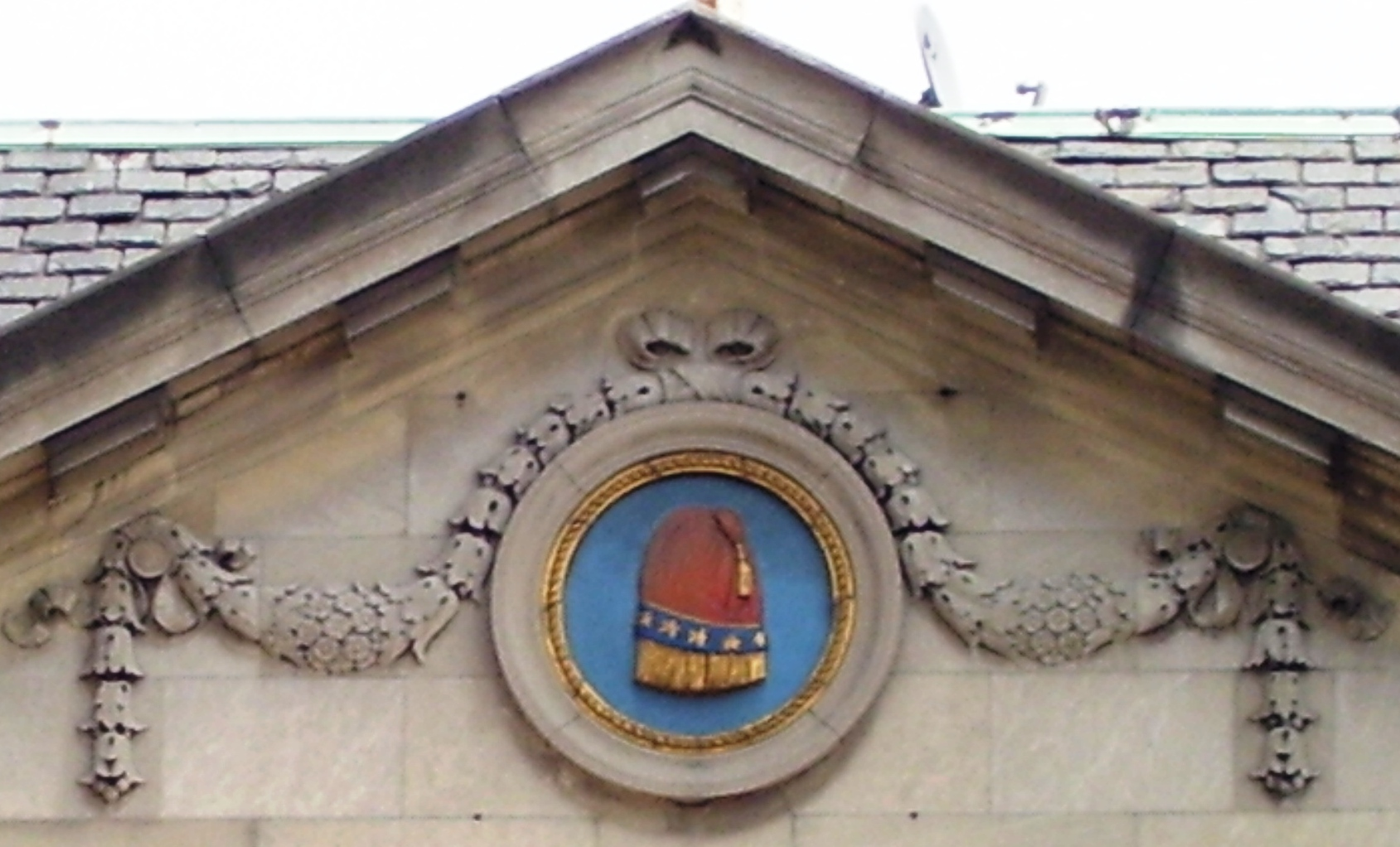
Logotipo de Tammany Hall en el frontón

44 Union Square, un edificio neogeorgiano de 3 pisos y medio, es el wigwam más antiguo de la Sociedad Tammany. Mide 24,1 m en su fachada occidental a lo largo de Union Square East, y 45,7 m en su fachada norte a lo largo de la calle 17. Las características neogeorgianas particulares en el Tammany Hall Building incluyen ladrillos de enlace flamenco; ventanas rectangulares con claves de piedra, colocadas en aberturas arqueadas; y balcones de hierro forjado. Las fachadas a lo largo de Union Square East y en la calle 17 están dispuestas para dar la apariencia de simetría. El frontón entre corchetes, sobre el pórtico, no es de diseño neogeorgiano, pero probablemente se inspiró en un nicho en la fachada del edificio de la calle 14.
Las características del diseño exterior evocan los edificios gubernamentales en los estilos colonial estadounidense y federal que se construyeron a finales del siglo XIX, cuando se fundó la sociedad. Estas características incluyen un primer nivel sobre un sótano elevado; un pórtico en Union Square East, con un frontón sostenido por columnas en el orden dórico; un techo a cuatro aguas ; y un friso que recorre la parte superior de la estructura. Según una publicación conmemorativa de la Tammany Society, estas características se inspiraron en el diseño del Federal Hall en el Bajo Manhattan, así como en Somerset House en Londres. El Tammany Hall Building fue una de varias estructuras construidas en la ciudad de Nueva York a principios del siglo XX cuyos diseños se inspiraron en edificios gubernamentales. Otras estructuras similares incluyeron el Ayuntamiento cerca de Times Square, el Museo de la Ciudad de Nueva York en el Upper East Side y el edificio original del Museo de Staten Island en St. George.

### Fachada

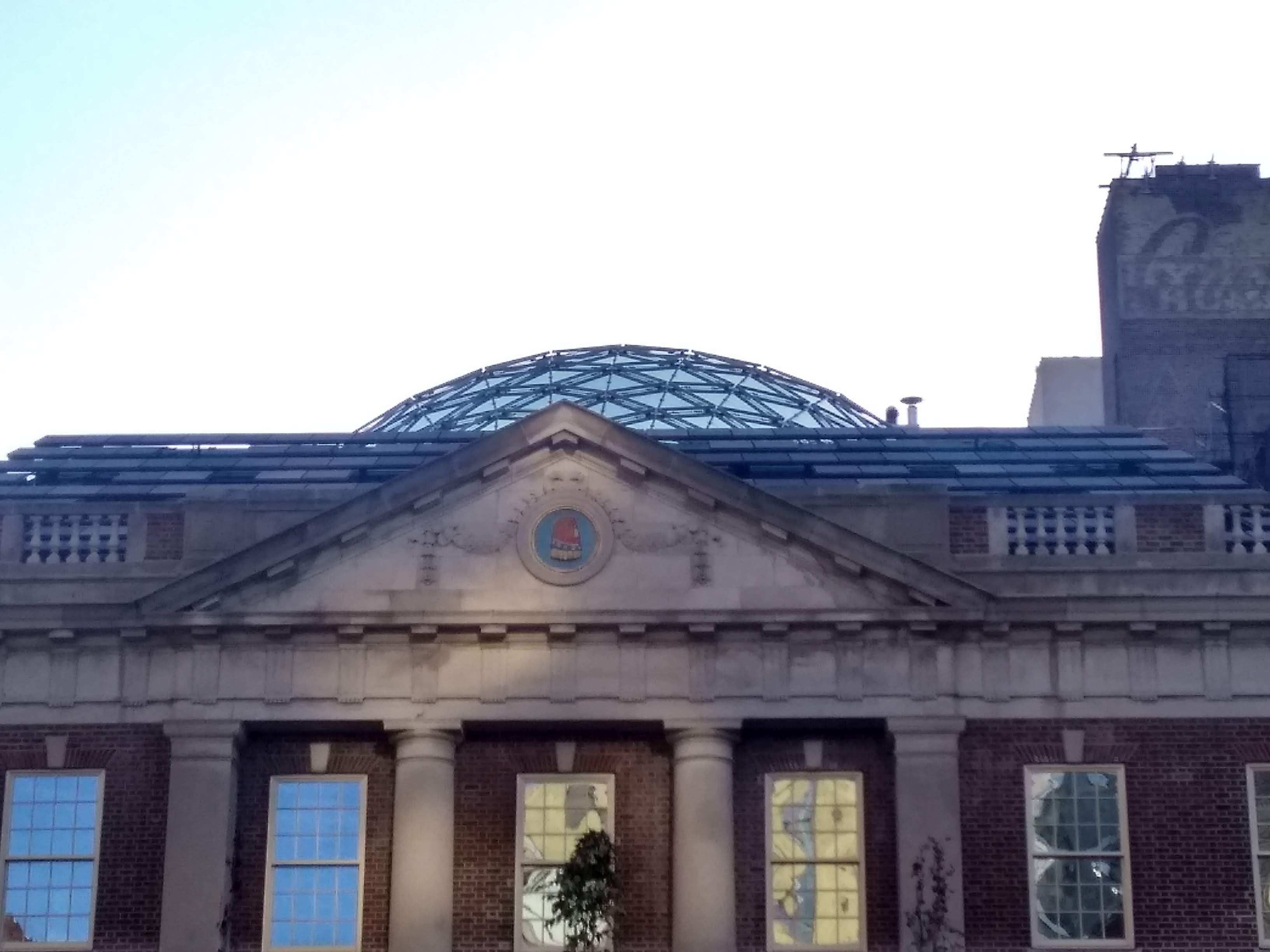
Conversión del techo de 44 Union Square, vista en 2019

La fachada está formada por piedra caliza en el sótano y primer nivel. y ladrillo rojo inglés en el segundo piso y más arriba. The Old Virginia Brick Company, que creó el ladrillo exterior, dijo en un anuncio que la resistencia del ladrillo, junto con el "ablandamiento y atenuación de la piedra caliza", convertiría el edificio en un símbolo perdurable de la ciudad de Nueva York ". ayeres históricos ".
En Union Square East, en el centro del primer piso, estaba la entrada al espacio comercial en el primer piso. El local comercial está ubicado debajo de un balcón en el segundo piso. El balcón se ubica en el centro de la fachada, debajo del pórtico con frontón. En el hastial de arco de medio punto del frontón, sobre el pórtico, hay un panel que representa flechas entrelazadas con una rama de olivo, que flanquean el logotipo circular de Tammany Hall.
En la calle 17, hay un conjunto de arcos triples en el centro del primer piso, que originalmente proporcionaba la salida del auditorio del edificio. La entrada principal al vestíbulo del teatro y el ascensor estaba ubicada en el lado derecho (oeste) de los arcos, y un grupo de arcos similar se ubicaba a la izquierda (este). Sobre el primer piso, en el centro del edificio, hay una inscripción que dice "1786 LA SOCIEDAD DE TAMMANY O ORDEN COLUMBIANO 1928".

### Características
Según un libro publicado por la Tammany Society en 1936, la mitad occidental del edificio contenía varias oficinas. La Sociedad Tammany tenía uso exclusivo del tercer piso, que incluía un salón central, una sala de clubes, oficinas y salas de reuniones, y varias salas de espera. El Comité Demócrata del Condado estaba ubicado en el segundo piso. El primer piso fue ocupado por local comercial. A partir de 2016, el sótano, el primer y el segundo piso se renovaron en 2550 m² de espacio comercial.
La mitad este del edificio estaba ocupada por el auditorio de 1200 asientos, que ocupaba del primer al tercer piso. En el sótano debajo del auditorio había una sala de espera, a la que se accede desde el vestíbulo de un ascensor. Las escaleras conducían al balcón del segundo piso. El auditorio fue demolido en 2016 para dar paso a 400 m² de espacio para oficinas. Con la cúpula, las alturas del techo en el quinto piso varían entre 3,7 y 6,4 m mientras que el sexto piso tiene una altura de techo de hasta 5,8 m.

## Recepción de la crítica
Los primeros críticos de arquitectura elogiaron el Tammany Hall Building como un modelo del estilo neogeorgiano en la ciudad de Nueva York. The Real Estate Record & Guide dijo que las "severas columnas coloniales" colocadas en el centro de ambas fachadas contribuyeron al "tratamiento arquitectónico digno" del edificio. La revista Architecture & Building dijo que la estructura estaba "bien proporcionada". George Shepard Chappell, escribiendo en The New Yorker bajo el seudónimo "T-Square", elogió el "diseño excepcionalmente encantador" del Tammany Hall Building, diciendo que era un "verdadero adorno" para Union Square.